# Lithophyllum canescens
Lithophyllum canescens (Foslie) Foslie, 1905 é o nome botânico de uma espécie de algas vermelhas pluricelulares do gênero Lithophyllum, família Corallinaceae.
- São algas marinhas encontradas no Japão e na Coreia.

## Sinonímia
- Titanoderma canescens (Foslie) Woelkerling, Y.M. Chamberlain & P.C. Silva, 1985